# Eparquía de Lugoj
La eparquía de Lugoj (en latín: Eparchia Lugosiensis y en rumano: Eparhia de Lugoj) es una circunscripción eclesiástica de la Iglesia católica en Rumania. Se trata de una eparquía greco-católica rumana, sufragánea de la archieparquía de Făgăraș y Alba Iulia. Desde el 20 de noviembre de 1995 su eparca es Alexandru Mesian.

## Territorio y organización

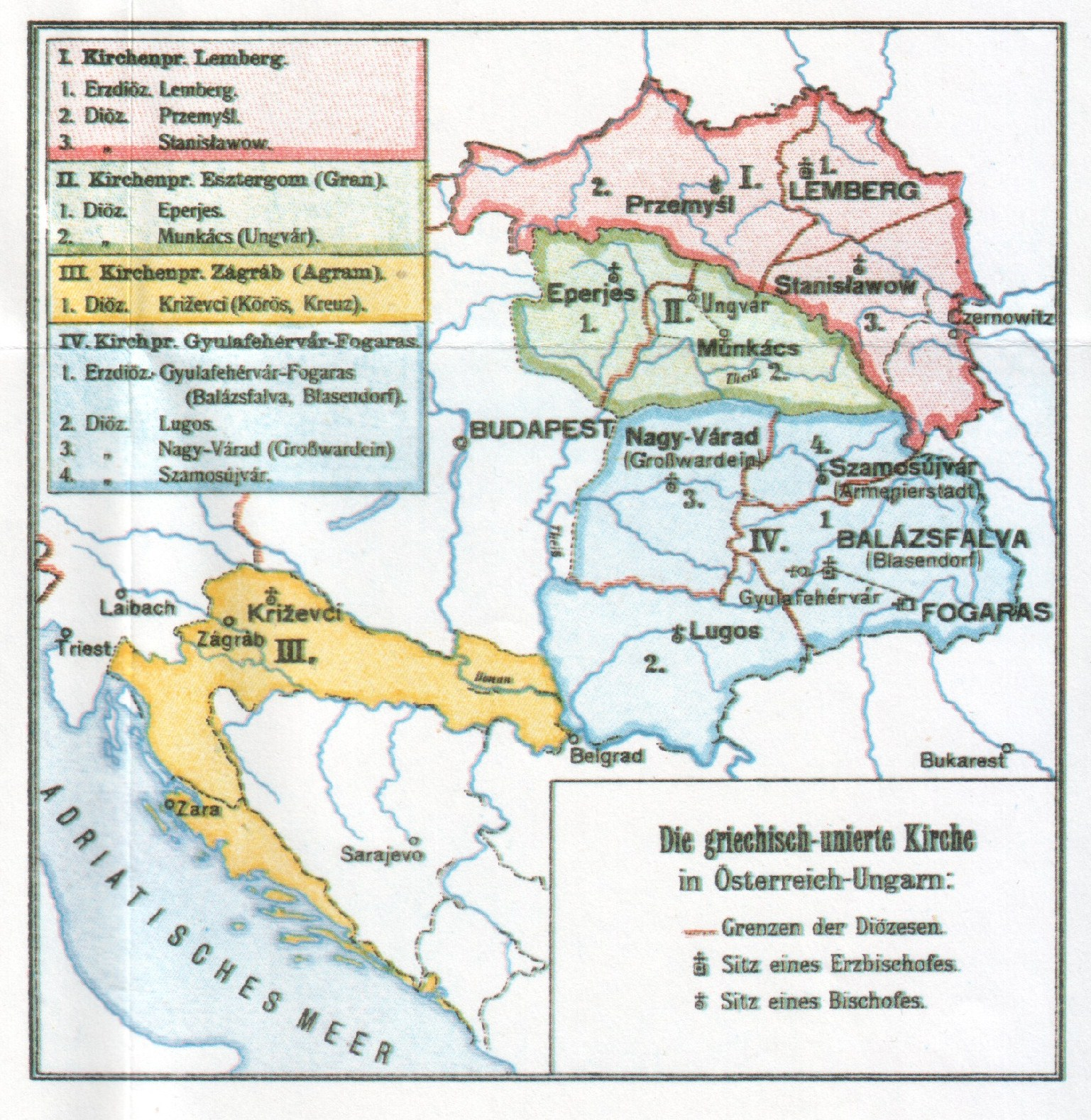
La extensión inicial de la eparquía de Lugoj
(marcado con el n.º 2 en la provincia metropolitana de Făgăraș y Alba Iulia, de color azul)

La eparquía extiende su jurisdicción sobre los fieles católicos de rito bizantino rumano residentes aproximadamente en el Banato rumano y precisamente en los distritos de Timiș, Arad, Caraș-Severin, Hunedoara (los 4 en la parte oriental de Transilvania), y parcialmente los de Alba y Mehedinți.
La sede de la eparquía se encuentra en la ciudad de Lugoj, en donde se halla la de la Venida del Espíritu Santo (Catedrala Greco-Catolică Coborârea Spiritului Sfânt).
En 2019 en la eparquía existían 279 parroquias, entre ellas la parroquia Acoperământul Maicii Domnului de Peregu Mare, que tiene una comunidad greco-católica eslovaco-rutena. Las parroquias se agrupan en 12 decanatos (protopopiatelor):
- Protopopiatul (vicariatul) Timişoara (en Timişoara)
- Protopopiatul (vicariatul) Hațeg (en Hațeg)
- Protopopiatul Arad (en Arad)
- Protopopiatul Chişineu-Criş (en Sintea Mare)
- Protopopiatul Hunedoara (en Deva)
- Protopopiatul Lugoj (en Lugoj)
- Protopopiatul Lupeni (en Uricani)
- Protopopiatul Oravița (en Oravița)
- Protopopiatul Orăştie (en Orăştie)
- Protopopiatul Reşiţa (en Bocşa)
- Protopopiatul Sarmisegetuza (en Oțelu Roșu)
- Protopopiatul Sânnicolau Mare (en Sânnicolau Mare)

## Historia

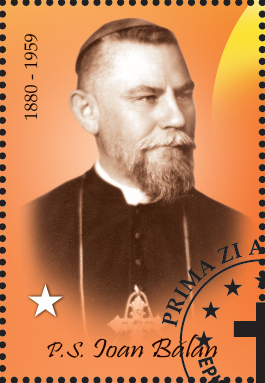
Eparca Ioan Bălan

La eparquía fue erigida el 26 de noviembre de 1853 con la bula Apostolicum ministerium del papa Pío IX, separando territorio de las eparquías de Făgăraș y Alba Iulia, que fue a la vez elevada a archieparquía, y de Oradea (o Gran Varadino). Inicialmente se extendía en el territorio de los condados de Caraş, Severin, Timiş-Torontal, Hunedoara y en parte Arad y Alba.
En 1935 pasaron a Hungría las parroquias de Bedőt y de Battonyát, que pertenecían a las diócesis rumanas de Oradea y de Lugoj, por lo que la Santa Sede las anexó a la eparquía de Hajdúdorog (hoy archieparquía).
Al finalizar la Segunda Guerra Mundial, Transilvania y el Banato fuero anexadas a Rumania. Por presión del régimen comunista que tomó el poder en Rumania, el 1 de octubre de 1948 se reunió un sínodo de 36 sacerdotes en Cluj que votó por finalizar la unión con la Santa Sede de Roma y establecer la reunión con la Iglesia ortodoxa rumana. El 21 de octubre de 1948, 250° aniversario de la unión con Roma, se realizó una ceremonia en Alba Iulia en la cual la Iglesia greco-católica fue formalmente abolida. En la noche del 28 al 29 de octubre los 6 obispos fueron arrestados. El 1 de diciembre de 1948 el Gobierno comunista ordenó la disolución y el "espontáneo" pasaje de todos los greco-católicos (decreto n.° 358/1948), quienes eran 1 500 000, a la Iglesia ortodoxa rumana, a la que le fueron dadas algunas de sus propiedades, incluyendo la catedral de Lugoj.
El eparca Ioan Bălan fue arrestado el 28 de octubre de 1948 y fue presionado para que pasara a la Iglesia ortodoxa rumana, prometiéndosele un alto rango en la jerarquía de esta Iglesia, pero lo rechazó y murió el 4 de agosto de 1959 en el monasterio ortodoxo de Ciorogarla, donde estaba detenido.
La catedral, que fue ocupada por la fuerza por miembros de la Iglesia ortodoxa rumana durante el período comunista (1948-1990), regresó a manos católicas el 21 de enero de 1990 por decisión del metropolitano ortodoxo Nicolae Corneanu, siendo la primera catedral greco-católica devuelta a sus dueños originales en el país.
El 2 de junio de 2019 el papa Francisco beatificó a siete obispos mártires greco-católicos torturados bajo el régimen comunista rumano, entre ellos a los obispos eparcas de Lugoj, Valeriu Traian Frențiu y Ioan Bălan.

## Estadísticas
Según el Anuario Pontificio 2020 la eparquía tenía a fines de 2019 un total de 97 000 fieles bautizados.
| Año                                                                             | Población            | Población | Población      | Sacerdotes | Sacerdotes    | Sacerdotes    | Bautizados por sacerdote | Diáconos permanentes | Religiosos | Religiosos | Parroquias |
| Año                                                                             | Bautizados católicos | Total     | % de católicos | Total      | Clero secular | Clero regular | Bautizados por sacerdote | Diáconos permanentes | Varones    | Mujeres    | Parroquias |
| ------------------------------------------------------------------------------- | -------------------- | --------- | -------------- | ---------- | ------------- | ------------- | ------------------------ | -------------------- | ---------- | ---------- | ---------- |
| 1948                                                                            | 127 763              | ?         | ?              | 208        | 208           |               | 614                      |                      |            |            | 235        |
| 1999                                                                            | 40 000               | 2 100 000 | 1.9            | 85         | 83            | 2             | 470                      |                      | 36         | 2          | 93         |
| 2000                                                                            | 60 000               | 2 150 000 | 2.8            | 87         | 85            | 2             | 689                      |                      | 2          |            | 100        |
| 2001                                                                            | 83 604               | 2 200 000 | 3.8            | 86         | 85            | 1             | 972                      |                      | 1          |            | 108        |
| 2002                                                                            | 86 500               | 2 200 000 | 3.9            | 97         | 96            | 1             | 891                      |                      | 1          |            | 109        |
| 2003                                                                            | 90 500               | 2 150 000 | 4.2            | 102        | 101           | 1             | 887                      |                      | 1          |            | 110        |
| 2004                                                                            | 96 427               | ?         | ?              | 104        | 103           | 1             | 927                      | 3                    | 1          |            | 116        |
| 2009                                                                            | 102 600              | ?         | ?              | 109        | 107           | 2             | 941                      |                      | 4          | 9          | 133        |
| 2013                                                                            | 101 000              | ?         | ?              | 123        | 119           | 4             | 821                      |                      | 5          | 4          | 141        |
| 2016                                                                            | 99 000               | ?         | ?              | 128        | 124           | 4             | 773                      | 2                    | 6          | 4          | 149        |
| 2019                                                                            | 97 000               |           |                | 119        | 119           |               | 815                      |                      | 4          |            | 279        |
| Fuente: Catholic-Hierarchy, que a su vez toma los datos del Anuario Pontificio. |                      |           |                |            |               |               |                          |                      |            |            |            |

## Episcopologio
- Alexandru Dobra † (16 de noviembre de 1854-13 de abril de 1870 falleció)
- Ion Olteanu † (29 de noviembre de 1870-16 de septiembre de 1873 nombrado eparca de Oradea)
- Victor Mihalyi de Apșa † (21 de diciembre de 1874-18 de marzo de 1895 nombrado archieparca de Făgăraș y Alba Iulia)
- Demetriu Radu † (3 de diciembre de 1896-25 de junio de 1903 nombrado eparca de Oradea)
- Vasile Hossu † (25 de junio de 1903-16 de diciembre de 1911 nombrado eparca de Gherla)
- Beato Valeriu Traian Frențiu † (14 de diciembre de 1912-25 de febrero de 1922 nombrado eparca de Oradea)
- Alexandru Nicolescu † (25 de febrero de 1922-29 de agosto de 1936 nombrado archieparca de Făgăraș y Alba Iulia)
- Beato Ioan Bălan † (29 de agosto de 1936-2 de agosto de 1959 falleció)
  - Sede vacante (1959-1990)
- Ioan Ploscaru † (14 de marzo de 1990-20 de noviembre de 1995 retirado)
- Alexandru Mesian, (20 de noviembre de 1995 - 11 de marzo de 2023, fallecimiento)[8]